# Edoardo Scarfoglio
Edoardo Scarfoglio (Paganica, 26 settembre 1860 – Napoli, 6 ottobre 1917) è stato un giornalista, scrittore e editore italiano.

## Biografia

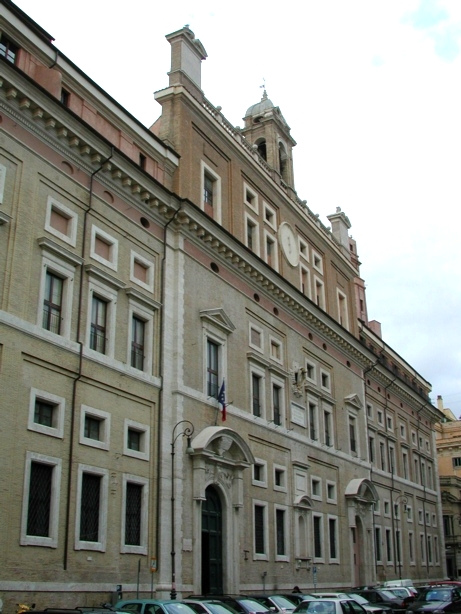
Il Collegio romano sede del Liceo Visconti

Il padre, Michele, era un magistrato di origine calabrese e la madre, Marianna Volpe, era di origine abruzzese. Ebbe una difficile carriera scolastica a causa del suo temperamento ribelle e dopo aver ripetuto diverse classi nel liceo "Giambattista Vico" di Chieti, fu inviato a Roma presso lo zio Carlo, per studiare presso il Liceo classico Ennio Quirino Visconti.
Nel 1878, appena diciottenne, aveva pubblicato il primo articolo (Gli atomi) sulla rivista sarda Vita di pensiero, fondata e diretta da Antonio Scano. L'articolo espone il piano programmatico che poi Scarfoglio seguirà per tutta la sua vita.
A Roma riuscì a completare gli studi secondari, proseguendo nel contempo l'attività giornalistica (articoli ancora su Vita di pensiero, su Rivista Minima e sul giornale Fanfulla della domenica, diretto da Ferdinando Martini) e letteraria (raccolta di poesie Papaveri, pubblicata nel 1880 dall'editore Carabba di Lanciano su Palestra dei giovani). In quest'unica raccolta poetica è evidente la volontà di agganciarsi ai movimenti contemporanei e l'imitazione dei "classici" quali Petrarca, Foscolo, Leopardi e Carducci.
S'iscrisse insieme all'amico Giulio Salvadori all'Università, seguendo i corsi di filologia romanza di Ernesto Monaci e frequentando la Biblioteca Vaticana.

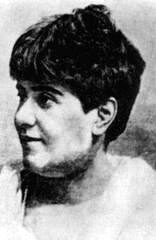
Matilde Serao

Fece parte della redazione del Capitan Fracassa, fondato nel 1880 da Gandolin, dove scrisse con lo pseudonimo di "Papavero". Presso il giornale incontrò nuovamente il poco più giovane Gabriele D'Annunzio, che aveva conosciuto giovanissimo a Francavilla. Il giornale era anche un cenacolo del nuovo giornalismo e della nuova letteratura italiana e un salotto letterario da cui passavano i più importanti personaggi. Importante figura nella vita di Scarfoglio fu anche la moglie, Matilde Serao con la quale ebbe un rapporto burrascoso e con la quale fondò Il Mattino.
Nel 1881 Scarfoglio passò al circolo di Angelo Sommaruga e collaborò alla rivista Cronaca bizantina da questi appena fondata, insieme all'amico Giulio Salvadori e a Cesare Testa. L'astro principale era il Carducci, ma vi scrissero altre firme del momento (tra le quali la moglie Matilde Serao, Giustino Ferri, Ugo Fleres, Luigi Lodi, Gabriele D'Annunzio, Cesare Pascarella). Scarfoglio collaborò con Sommaruga anche alla rivista Domenica letteraria, pubblicando un idillio, poesie, bozzetti storici, articoli di critica letteraria.
Pubblicò nel 1883 un volume di racconti (Processo di Frine) e nel 1884-1885 una raccolta di scritti critici (Il libro di Don Chisciotte), a lungo annunciato sulle pagine di Cronache Bizantine. Il volume aveva intenti soprattutto polemici contro la letteratura contemporanea (in particolare francese, criticando Victor Hugo, Balzac). La letteratura contemporanea veniva criticata in favore del classicismo, che avrebbe tuttavia dovuto per la narrativa esprimersi in una nuova lingua più moderna. Il volume di racconti del Processo di Frine, fu pensato come esperimento narrativo che avrebbe dovuto portarlo in seguito ad un'opera più matura.
Nel 1884 i rapporti con Sommaruga furono interrotti polemicamente e in modo brusco e in conseguenza questi in breve fallì e dovette ripiegare all'estero.
Il 28 febbraio del 1885 sposò Matilde Serao. Le partecipazioni consistettero in un biglietto scritto a mano: «Avvisiamo gli amici che ci siamo sposati oggi», con le due firme e la data. Con la moglie fondò e condusse prima un giornale a Roma (il Corriere di Roma) e poi, a Napoli il Corriere di Napoli e quindi Il Mattino. Dal matrimonio nacquero quattro figli (Antonio, Carlo, Paolo e Michele). Scarfoglio ebbe però avventure extraconiugali, tra cui una relazione durata per circa un anno con Gabrielle Bessard, una cantante francese, che, quando egli decise di interrompere la relazione nel 1894, si uccise davanti alla sua porta, lasciandogli la bambina nata dal loro rapporto. La bimba, Paolina, venne quindi allevata in famiglia. Il matrimonio e la collaborazione con la Serao si interruppero nel 1904.
Viaggiò molto per lavoro e passione (D'Annunzio lo chiamerà "Ulisse" e ricorderà nel poema Laus vitae il viaggio in Grecia che fecero insieme nel 1895). Scarfoglio lasciò anche due libri di viaggi (Le nostre cose in Africa, del 1895, e Il cristiano errante, del 1897). Nel 1936 il figlio Carlo pubblicò una raccolta degli scritti "africani" del padre (Viaggio in Abissinia. Nascita del colonialismo italiano). Amava le imbarcazioni e nel corso della sua vita ne possedette otto, vivendovi spesso anche quando non era in viaggio.
Edoardo Scarfoglio fu anche l'autore di uno scandalo sul Mattino: accusò, sulla base di dicerie popolari, l'industriale tedesco Friedrich Alfred Krupp di essere un omosessuale e di partecipare a orge, il che era un reato all'epoca, specialmente in Germania. Scarfoglio voleva ricevere dei finanziamenti à fond perdu da Krupp in cambio di buona pubblicità per la sua azienda. Li chiese al segretario, ma avendo ottenuto un rifiuto decise di pubblicare l'articolo accusatore. Poco tempo dopo Krupp morì, per un'emorragia interna, o per suicidio (22 novembre 1902).

## I giornali

### IlCorriere di Roma

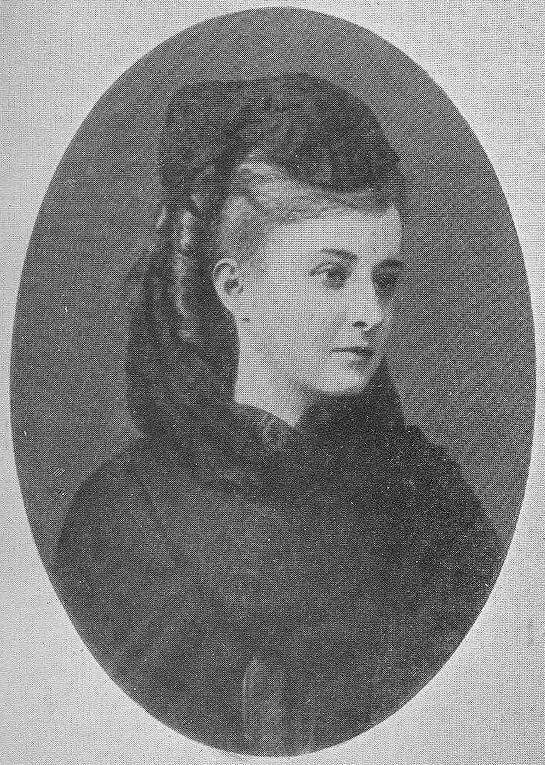
Evelina Cattermole, la Contessa Lara

Nonostante il cattivo stato delle finanze di Scarfoglio e della moglie, l'uomo percorse l'intera Italia alla ricerca di finanziatori per fondare un nuovo giornale. Fu fatta una "sottoscrizione di azionisti", con azioni a mille lire l'una, e il primo numero del Corriere di Roma uscì per il natale del 1885. Appena sei mesi dopo, tuttavia, si dovettero mettere in vendita nuove azioni a 250 lire.
Al giornale collaborarono tra gli altri Nicola Misasi, la Contessa Lara, Giuseppe Giacosa, Salvatore di Giacomo, Antonio Fogazzaro, Giovanni Verga. Nonostante una nutrita redazione, vi comparvero grossolane sviste (per esempio un 29 febbraio al posto di un 1º marzo). Scarfoglio vi scrisse spesso con lo pseudonimo di "Tartarin", che continuò a utilizzare anche in seguito.
Vi furono pubblicati a puntate due romanzi di appendice e si sperimentò la pubblicazione di una rivista (La Civetta) come dono per gli abbonati. Nel secondo anno il giornale uscì il pomeriggio (al posto della Libertà che aveva cessato le pubblicazioni). Nonostante questi tentativi, tuttavia, il passivo continuava ad aumentare e non si riusciva a sostenere la concorrenza degli altri giornali.
Nel 1886 il giornale concorrente La Tribuna annunciò che avrebbe offerto ai propri abbonati per l'anno successivo un nuovo libro di D'Annunzio, Isotta Guttadauro, e in risposta, sulle pagine del Corriere, le cui condizioni finanziarie non permettevano alcuna offerta del genere, venne annunciata l'uscita di un poema "eroi-comico" intitolato Risaotta al pomidauro, una parodia dell'opera dannunziana, che iniziò la pubblicazione sul giornale il 16 ottobre. Successivamente anche sulla rubrica mondana della Serao comparve un secondo poemetto parodistico (Risaottina allo zafferano). D'Annunzio rispose con una lettera pubblicata il 27 ottobre sulla Tribuna. Sentendosi offeso, Scarfoglio lo sfidò a duello. Scarfoglio ebbe la meglio: il giornalista ferì il poeta al terzo assalto. Più tardi Scarfoglio e D'Annunzio si riappacificarono.
Per sopperire alla cattiva situazione finanziaria, uno dei principali finanziatori del giornale, il banchiere napoletano Matteo Schilizzi, propose alla coppia di tornare a Napoli, accollandosi i debiti del giornale romano (tra le 14 000 e le 15 000 lire) e il Corriere di Roma cessò le pubblicazioni il 14 novembre del 1887.

### IlCorriere di Napoli

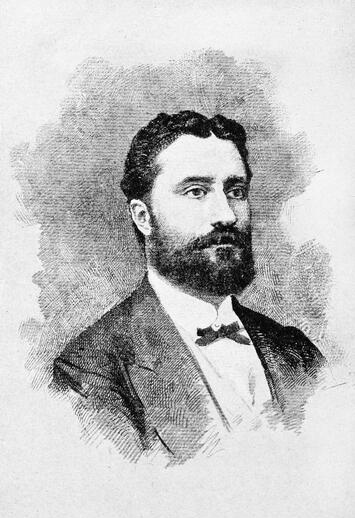
Giovanni Nicotera

A Napoli esistevano i giornali Il Roma e Il pungolo. Soprattutto il primo aveva un ampio numero di lettori, per il programma democratico e il carattere popolare. La coppia con il finanziamento di Schilizzi vi fondò un nuovo giornale, il Corriere di Napoli, che introdusse una nuova veste tipografica, nuovi contenuti, e una diversa amministrazione e gestione, dalla pubblicità alla diffusione. Rispetto al Corriere di Roma aveva meno letteratura e più notizie, anche internazionali. Grazie anche alla collaborazione di Carducci e di D'Annunzio il giornale ebbe successo e Scarfoglio (che ancora si firmava con lo pseudonimo di Tartarin) divenne molto popolare.
Il Corriere partecipò all'agone politico, secondo le intenzioni del suo finanziatore Schilizzi. Lo stesso Scarfoglio si presentò nel 1890 come candidato presso il collegio di Caserta, ma nonostante l'appoggio del giornale non venne eletto. Le divergenze sulla politica africana incrinarono il rapporto con Schilizzi: Scarfoglio favoriva un'attiva politica coloniale, mentre il banchiere appoggiava ora l'uno ora l'altro dei politici a seconda delle proprie simpatie. Nel 1891 Scarfoglio attaccò il ministro dell'interno Giovanni Nicotera, che invece Schilizzi favoriva. Il contrasto fu momentaneamente sanato inviando il giornalista in un viaggio di circa sei mesi nella provincia dell'Harrar in Etiopia, per indagare le possibilità di un'eventuale espansione coloniale italiana.
Al ritorno, Scarfoglio e la moglie lasciarono il Corriere di Napoli, di cui cedettero il proprio quarto di proprietà per 100 000 lire.

### Il Mattino

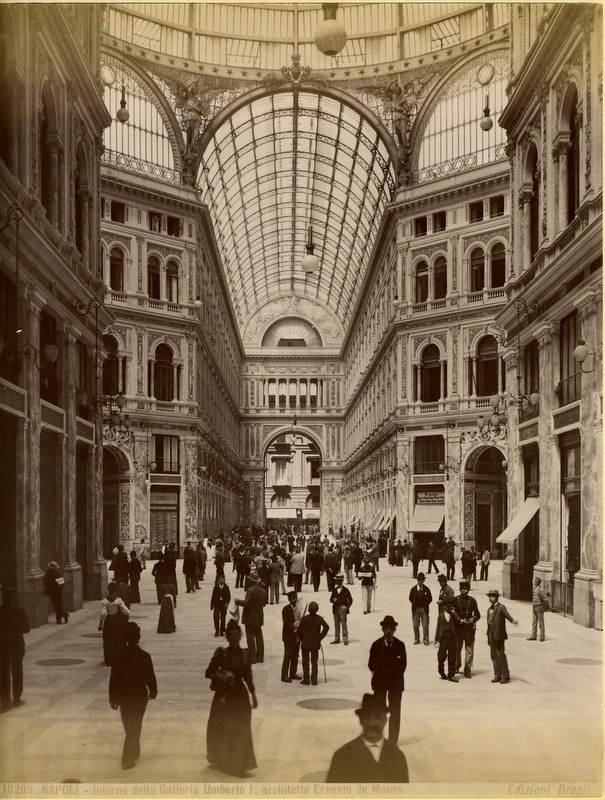
La Galleria Umberto I di Napoli, sede de Il Mattino

Con questo capitale la coppia decise la fondazione di un nuovo giornale, che venne chiamato Il Mattino e uscì con il primo numero il 16 marzo del 1892. L'editoriale prometteva di dare voce alle proteste del Mezzogiorno. Il pubblico a cui si rivolgeva era tuttavia la vecchia aristocrazia e la borghesia emergente, gli unici alfabetizzati, e che si interessava alla politica, ma desiderava anche essere informato sugli avvenimenti mondani. Oltre alla coppia vi scrissero Ferdinando Russo, Francesco Saverio Nitti, D'Annunzio e Federigo Verdinois.
La sede fu nella centrale Galleria Umberto I, con i macchinari (la nuova "macchina a rotazione o a carta continua") nei sotterranei. Il giornale costava 5 centesimi e l'abbonamento 15 lire. La pubblicità inizialmente gestita in proprio e curata dal marchese Franz Lecaldano, venne in seguito affidata alla ditta Haas Enstein & Vogler. Le campagne promozionali per il giornale furono per la prima volta utilizzate prendendo spunto da quelle dei prodotti commerciali, con manifesti e regali per gli abbonati.
Il giornale offriva ai lettori due romanzi a puntate (Alle due Beatrici di Anton Giulio Barilli, Bel Ami di Guy de Maupassant, Il Simoniaco (seguito dell'Innocente) di Gabriele D'Annunzio, I fratelli Karamazov di Fëdor Dostoevskij, Tramontando il sole di Matilde Serao, Il figlio del fantasma di Ferdinando Musso furono quelli annunciati nel primo numero), ed ebbe un ruolo determinante nella città, facendola diventare un polo letterario importante.
Garantiva inoltre corrispondenti da Roma (Luigi Mercatelli), dalle principali capitali europee e dalle province meridionali e prestava attenzione fin alle vicende del Mediterraneo orientale, dove Scarfoglio si recò spesso in viaggio dalla Grecia, alla Turchia, ai Balcani.
Il giornale, liberale, democratico, nazionalista e antisocialista, rappresentò il volto complesso di Napoli, cadendo più volte in contraddizione: appoggiò la povera gente durante la "rivoluzione del pane" rischiando il sequestro e la cessazione delle pubblicazioni, ma contemporaneamente invocò il pugno di ferro contro il socialismo e le lotte operaie, difendendo la borghesia.
Malgrado il successo presso il pubblico non ebbe mai rilevanti guadagni e la famiglia Scarfoglio fu sempre in debito, ipotecando le future pubblicità e i futuri romanzi.

#### La linea di Scarfoglio e delMattino
La linea di Scarfoglio, più giornalistica che veramente politica, difendeva i lavoratori e il popolo napoletano disoccupato e ne propugnava il progresso, che riteneva tuttavia dovesse essere sorretto e guidato, per mancanza di saggezza e cultura, e tenendo dunque a distanza il socialismo. Fu di volta in volta a favore dei governi che si impegnavano a dare importanza alla questione meridionale.
La linea del principale articolista politico, Nitti, era invece per lo sviluppo di un'economia capitalistica, diretta da un'attiva e consapevole borghesia in collaborazione con una classe di lavoratori moderna e organizzata. Nel 1894 Nitti lasciò il giornale per andare a dirigere la torinese Riforma Sociale e il giornale assunse posizioni sempre più conservatrici.
Già durante lo scandalo della Banca Romana, che aveva coinvolto Crispi, Scarfoglio ne aveva inizialmente difeso il presidente, Bernardo Tanlongo, in appoggio a Crispi di cui condivideva la politica interventista. Quando tuttavia Crispi, tornato al potere, prese misure repressive contro le rivolte in Sicilia, il giornale si schierò contro il governo. Nel 1896 la sconfitta di Adua provocò la caduta di Crispi. La netta opposizione al nuovo governo di Antonio Starrabba, che aveva firmato la pace, e le critiche alla monarchia provocarono numerosi sequestri del giornale.
Nel 1898 in seguito alla nuova tassa sul macinato imposta dal governo e al vertiginoso aumento di prezzi che ne era derivato, originò la "rivolta del pane" prima a Milano, e quindi in tutte le principali città. Il governo scelse la linea della repressione e il Mattino si schierò contro di esso e contravvenne alla censura governativa: il giornale fu sequestrato tra il 12 maggio e il 28 luglio, mentre Scarfoglio dovette fuggire in Svizzera.
Il giornale subì uno scossone ancor più grave per l'appoggio fornito al discusso sindaco Celestino Summonte, del quale l'inchiesta di Giuseppe Saredo provò nel 1901 i legami con la camorra. L'inchiesta coinvolse anche il giornale e Scarfoglio, che venne accusato di aver ricevuto denaro per scrivere i suoi articoli nella direzione voluta dagli accusati. Scarfoglio, nei tre anni della durata dell'inchiesta, attaccò a più riprese violentemente Saredo.
Appoggiò i governi di Giuseppe Zanardelli e di Giovanni Giolitti nel 1903, sebbene rimanesse deluso dalla mancanza di ministri meridionali. In quell'anno fondò «Il Mattino illustrato», inserto domenicale del quotidiano che venne stampato dal dicembre 1903 (A. I, n. 1) al dicembre 1906 (A. IV, n. 52). Nei due anni successivi uscirono altri due periodici illustrati: «Romanziere» e «Regina».

### L'Ora
Nel 1904 fu chiamato dalla famiglia Florio a dirigere L'Ora di Palermo. Ne fece un giornale di respiro internazionale, in linea con gli interessi dei Florio e vennero stipulati patti di scambio d'informazioni con Le Matin di Parigi, il Times di Londra e The Sun di New York. Scarfoglio restò in Sicilia fino al 1907.

### Il ritorno alMattino
Tornato al Mattino, nel 1911 appoggiò fortemente la conquista della Libia, ma in seguito ai problemi legati all'intervento Scarfoglio si allontanò quindi dal giornale, scrivendovi sempre più raramente.
Fu contrario all'intervento nella prima guerra mondiale, ma una volta che l'Italia entrò in guerra rimase fedele al proprio nazionalismo e scrisse auspicandone la vittoria e il mantenimento dell'unità. Non vide la fine della guerra, stroncato da un infarto pochi giorni prima della disfatta di Caporetto.

### Vita privata
Edoardo Scarfoglio non fu, dal punto di vista sentimentale, un uomo tranquillo. Le sue avventure extraconiugali furono note non solo alla moglie, Matilde Serao, ma anche agli assidui lettori delle cronache mondane di Napoli.
Nell'estate del 1892, Gabrielle Bessard, cantante di teatro, irruppe nella sua vita. Tutto cominciò quando Matilde, dopo un litigio, decise di lasciare la città per una villeggiatura in Val d'Aosta. Durante l'assenza della moglie, Edoardo incontrò Gabrielle a Roma e tra di loro cominciò una relazione. Dopo due anni Gabrielle rimase incinta. Scarfoglio non volle lasciare la moglie per andare con lei. Il 29 agosto 1894 la Bessard si sparò sulla porta di casa Scarfoglio, dopo aver lasciato lì la piccola figlioletta nata dalla loro unione. Gabrielle bussò alla porta e nel momento in cui la cameriera aprì, si sparò senza dire una parola, rimanendo gravemente ferita. Lasciò cadere per terra un biglietto: «Perdonami se vengo ad uccidermi sulla tua porta come un cane fedele. Ti amo sempre». Morì all'Ospedale degli Incurabili, il 5 settembre a mezzogiorno. Il fatto suscitò grande clamore in tutta Napoli.
La figlia, Paolina, venne affidata da Scarfoglio a Matilde. La moglie dopo qualche anno decise di lasciare definitivamente il marito. Scarfoglio scrisse alla sua amica Olga:
Dopo la separazione da Matilde Serao, Scarfoglio partì per una crociera in direzione del Pireo, spingendosi fino a Costantinopoli con un gruppo di amici tra i quali Gabriele D'Annunzio; tornò dopo un mese e, fatta una breve sosta a Napoli, il suo viaggio riprese per il Medio Oriente per concludersi qualche settimana dopo.

## Scritti
- Ponte Galera, I Prismi, 1966;